# Фатализъм
Фатализмът е философска доктрина, която подчертава връзката между всички събития или действия на съдбата.
Фатализмът обикновено се отнася за всяка от следните идеи:
- Идеята, че сме безсилни да направим нещо друго, освен това, което всъщност правим. Тази идея включва представата, че хората нямат силата да влияят на бъдещето, или всъщност на техните собствени действия.

- Примирение пред бъдещо събитие или събития, за които се смята, че са неизбежни. Фридрих Ницше, нарича идеята „Турски фатализъм“.

- Идеята за приемане, вместо съпротива срещу неизбежността.